# Panamá en los Juegos Olímpicos de Sídney 2000
Panamá estuvo representado en los Juegos Olímpicos de Sídney 2000 por seis deportistas, cuatro hombres y dos mujeres, que compitieron en cinco deportes.
La portadora de la bandera en la ceremonia de apertura fue la nadadora Eileen Coparropa. El equipo olímpico panameño no obtuvo ninguna medalla en estos Juegos.